# Lepidodendron
Lepidodendron (gr. "arbre amb escates", per la forma del seu tronc) és un gènere fòssil de plantes vasculars sense llavors que va viure al període Carbonífer (fa 360 a 286 milions d'anys), fins quan va ser substituït per les gimnospermes. Aquesta planta, que probablement es desenvolupava en zones pantanoses o fins i tot dins de l'aigua, va ser una de les de dimensions més grans del seu temps i formava extensos boscos a jutjar per l'ampli registre paleontològic que es conserva.
Morfològicament estaven formats per un gran tronc principal amb una àmplia copa a l'àpex formada per ramificacions dicòtomes, micròfil·les i estròbils i un extens sistema radicular a la base. La principal característica dels fòssils de Lepidodendron són les impressions romboïdals de les cicatrius que posseïa a la superfície del seu tronc, branques i arrels formades per la caiguda de les fulles.

## Característiques
Les restes fòssils de Lepidodendron mostren un vegetal de port arbori que va assolir uns 40 metres d'alçada i un diàmetre de 2 metres, que són les dimensions del més gran exemplar conegut fins ara. Aquesta planta posseeix un eix principal erecte que es ramifica a partir de certa altura segons l'espècie. Les ramificacions dicòtomes formen una àmplia copa o corona amb eixos cada vegada més prims i portadors de fulles lanceolades i, a l'extrem de les ramificacions més joves i primes, els esporangis en forma d'estròbil. La base del tronc també es ramifica dicotòmicament diverses vegades per formar un sistema radicular horitzontal amb estructures semblants a fulles.
Les fulles o micròfil·les de Lepidodendron són sempre aciculars a lanceolades i molt variables en mida segons l'espècie arribant a assolir les més grans fins a 1 m de longitud. Aquestes fulles es troben inserides helicoïdalment en les ramificacions més joves, tenen una única vena longitudinal i estomes organitzats en dues bandes únicament al revers. La base de la fulla és decurrent i ligulada, i posseeix una beina basal formada per una continuació de l'escorça. D'aquesta manera les fulles de totes les espècies, que eren decídues, queien deixant una palesa i conspícua cicatriu romboide a l'escorça tant del tronc principal com de les ramificacions, caràcter aquest determinant en la descripció de les diferents espècies de lepidodendrals.